# Tiganderket (plaats)
Tiganderket is een bestuurslaag in het regentschap Karo van de provincie Noord-Sumatra, Indonesië. Tiganderket telt 1740 inwoners (volkstelling 2010).